# Jet Star Records
Jet Star Records (dawniej Pama Records) – niezależna brytyjska wytwórnia muzyczna, jeden z największych wydawców albumów z muzyką reggae i dancehall.

## Historia
Korzenie wytwórni sięgają roku 1958, kiedy to trójka braci: Carl, Harry oraz Jeff Palmer zaczęło pod szyldem Pama Records wydawać albumy soulowe (ich pierwsza siedziba mieściła się w niewielkim biurze przy 16 Peterborough Road w okręgu Harrow w północno-zachodnim Londynie). Z biegiem czasu, pod wpływem obserwacji brytyjskiego rynku muzycznego, Palmerowie postanowili zmienić profil wytwórni i od 1967 skupili swoją działalność na gatunku rocksteady, będącym prekursorem muzyki reggae. Tym samym nawiązali długoletnią jak się okazało rywalizację z założoną w tym samym roku Trojan Records. Początkowo wydawali głównie licencjonowane płyty jamajskich artystów – Harry szybko nawiązał kontakty ze znanymi producentami zza oceanu, takimi jak Lee „Scratch” Perry, Bunny Lee, czy też Clancy Eccles. Pierwszym singlem jaki ukazał się wówczas nakładem Pama Records był „Where In This World” Carltona Alphonso. Równocześnie bracia starali się poszukiwać młodych talentów wśród okolicznych wokalistów. W tym celu Jeff założył przy 375 High Road (w dzielnicy Willesden w okręgu Brent) istniejący do dziś klub muzyczny London Apollo Club, w którym regularnie organizował konkursy i przesłuchania początkujących muzyków. Byli to w zdecydowanej większości imigranci z Jamajki. Najbardziej znani spośród nich to Junior English (wygrał jeden z konkursów) oraz Delroy Washington, który uprzednio pracował należącym do braci Palmerów sklepie z nagraniami w dzielnicy Harlesden (tam udało mu się spotkać samego Boba Marleya, który w tym czasie był wraz z Johnnym Nashem na trasie koncertowej w Wielkiej Brytanii).
Wkrótce największą gwiazdą wytwórni został jeden z prekursorów ska oraz skinhead reggae, Derrick Morgan. Jedna z jego piosenek pt. „Seven Letters” pośrednio stała się zarzewiem otwartego konfliktu pomiędzy Pama i Trojan Records, kiedy to jej producent Bunny Lee udzielił na nią licencji obu tym wytwórniom jednocześnie. Inny singel Morgana, „Moon Hop”, będący hołdem dla Neila Armstronga, osiągnął 48. miejsce brytyjskiej listy przebojów, na co Trojan natychmiastowo zrewanżowało się wydaniem bliźniaczo podobnego utworu „Skinhead Moonstep” grupy Symarip. Palmerowie nie pozostali dłużni i wkrótce na trojanowską serię składanek Tighten Up odpowiedzieli wiernie wzorującą się na niej serią Straighten Up.
Największy sukces spośród wydawnictw Pama Records odniósł wydany w 1968 roku przebój Maxa Romeo pt. „Wet Dream”, który rok później osiągnął 10. miejsce na brytyjskiej liście przebojów, mimo iż ze względu na oczywiste seksualne podteksty, po kilku telefonach od oburzonych słuchaczy, grania go zaprzestało radio BBC.
Wraz ze słabnącym w połowie lat 70. popytem na całym rynku muzyki karaibskiej w Wielkiej Brytanii, w roku 1974 bracia zawiesili aktywność wytwórni, by w rok później zamknąć ją definitywnie. Jednak po trzech latach przerwy, w roku 1978, zdecydowali się wznowić działalność, tym razem pod nazwą Jet Star Records (wiele spośród jej wydawnictw sygnowana jest także nazwą należącego do niej oddziału Charm Records). Wytwórnia ta istnieje do dziś, będąc obecnie jednym z największych na świecie wydawców muzyki reggae i dancehall. Specjalizuje się zwłaszcza w reedycjach albumów popularnych muzyków dancehallowych oraz licznych seriach składanek, z których najsłynniejsze to: Reggae Hits, Reggae Max, Kings of Dancehall, Kings of Zion, Toe 2 Toe, Just Ragga, Jungle Hits, Pure Lovers oraz Sons of Jamaica.
W 2008 r. została sprzedana Phoenix Music International Ltd.